# Universität Niš

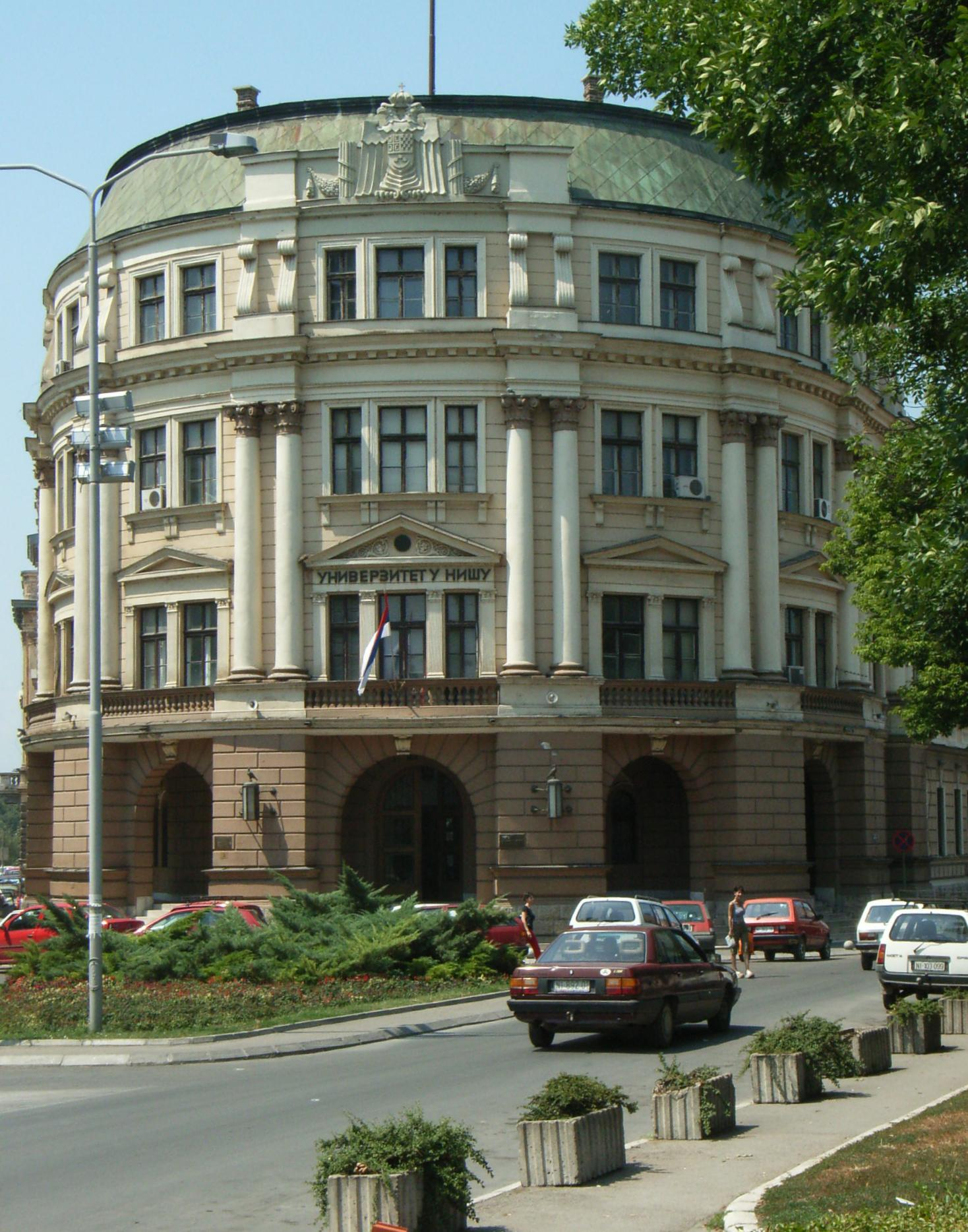
Verwaltungsgebäude der Universität Niš

Die Universität Niš (serbisch Универзитет у Нишу Univerzitet u Nišu) ist eine staatliche Universität in Serbien mit 27.000 Studenten, 1.410 wissenschaftlichen Angestellten und Sitz in der Stadt Niš. Sie wurde 1965 gegründet und gliedert sich heute in 13 Fakultäten.

## Geschichte
Aufgrund der nötigen Förderung angehender Akademiker in der Region wurde die Universität am 15. Juni 1965 erbaut. Damals hatte die Universität drei Fakultäten. Sie wurde mit 234 Vollzeit-Lehrkräften besetzt. Anfangs gingen 6.800 Studenten zur Universität.
Wegen der steigenden Bevölkerungszahl in der Region wurde die Universität erweitert, indem neue Fakultäten eingerichtet wurden.

## Fakultäten
Zu Beginn des dritten Jahrtausends ist die Universität eine mittelgroße und gut entwickelte akademische Gemeinschaft. Sie besteht aus 13 Fakultäten:
- Fakultät für Arbeitsschutz
- Fakultät für Bauingenieurwesen und Architektur
- Fakultät für Elektrotechnik
- Fakultät für Kunst
- Fakultät für Maschinenwesen
- Fakultät für Medizin
- Fakultät für Naturwissenschaften und Mathematik
- Fakultät für Philosophie
- Fakultät für Physische Kultur
- Fakultät für Recht
- Fakultät für Technologie
- Fakultät für Wirtschaftswissenschaften
- Pädagogische Fakultät

Elf der Fakultäten befinden sich in Niš. Die Fakultät für Technologie befindet sich in Leskovac, die Pädagogische Fakultät befindet sich in Vranje.
Bis 2002 hat sich die Zahl der Lehrkräfte auf 1.410 erhöht, die Zahl der Studierenden beträgt ca. 27.000, darunter 433 ausländische Studenten.